# GPT (言語モデル)

オリジナルのGPTモデル

Generative Pre-trained Transformer（GPT）は、OpenAIによる言語モデルのファミリーである。通常、大規模なテキストデータのコーパスで訓練され、人間的な文章を生成する。
Transformerアーキテクチャのデコーダー部分のみを使用し、Universal Language Model Fine-tuning(ULMFiT)と同じ言語モデルアプローチを採用している。テキスト生成、翻訳、文書分類など諸々の自然言語処理に合わせてファインチューニングできる。名称に含まれる"pre-trained"（事前訓練）とは、大量のテキストコーパスによる最初の訓練プロセスを指し、モデルは、各節に続く単語を予測するよう学習する。これによりもたらされる強固な基盤によって、各処理固有の下流処理が限定的なデータ量であってもモデルが適切に動作する。

## GPT-1
2018年6月11日、OpenAIは"Improving Language Understanding by Generative Pre-Training"というタイトルの論文をリリースし、その中でGPT（Generative Pre-trained Transformer）を導入した。
この時点では最高のパフォーマンスを行うニューラル自然言語処理モデルは、主に手動でラベル付けされた大量のデータからの教師あり学習を採用していた。この教師あり学習への依存は、十分に注釈が付けられていないデータセットの使用を制限するだけでなく、非常に大規模なモデルの訓練に莫大な費用と時間がかかっていた。多くの言語（スワヒリ語やハイチ・クレオール語など）は、コーパス構築に使用できるテキストが不足しているため、このようなモデルを使用して翻訳や解釈をすることが難しい。これに対して、GPTの「半教師あり」アプローチには2つの段階が含まれていた。2つの段階は、言語モデリングの目的を使用して初期パラメータを設定する教師なし生成「事前訓練」段階と、これらのパラメータがターゲットとするタスクに適合された教師あり識別「ファインチューニング」段階である。
訓練には NVIDIA Quadro P600 を8枚30日使用し、実行効率33%のため、0.96ペタFLOPS・日となった。

## GPT-4
2023年3月14日、OpenAI の最新の GPT 基盤モデルである GPT-4 がリリースされた。ユーザーは ChatGPT のプレミアムバージョンを通じて直接アクセスでき、開発者は OpenAI の API を利用して他の製品やサービスに組み込むことができる。

## シリーズ一覧
| 名称        | 用途                 | アーキテクチャ                                                                                    | パラメータ数 | 訓練データ | リリース日     |
| ----------- | -------------------- | ------------------------------------------------------------------------------------------------- | ------------ | --- | -------------- |
| GPT-1       | 汎用                 | 12-level, 12-headedのTransformerデコーダ（エンコーダなし）、linear-softmaxによりフォローされる。  | 1億1700万    | BookCorpus： 様々なジャンルの7000冊の未発表書籍からの4.5GBのテキスト                                                                   | 2018年6月11日  |
| GPT-2       | 汎用                 | GPT-1 + 正規化/初期化                                                                             | 15億         | WebText（40GB） | 2019年2月14日  |
| GPT-3       | 汎用                 | GPT-2 + スパースアテンション                                                                      | 1750億       | 570GBのプレーンテキスト、4000億のトークン。主にCommonCrawl, WebText, English Wikipedia, および2つの書籍コーパス（Books1およびBooks2）. | 2020年6月11日  |
| Codex       | プログラミング       | GPT-3をプログラミング用途に調整                                                                   | 1750億       | 570GBのプレーンテキスト、4000億のトークン。主にCommonCrawl, WebText, English Wikipedia, および2つの書籍コーパス（Books1およびBooks2）. | 2021年8月10日  |
| InstructGPT | 会話                 | GPT-3を人間のフィードバックによる指示に従うよう微調整                                             | 1750億       | 570GBのプレーンテキスト、4000億のトークン。主にCommonCrawl, WebText, English Wikipedia, および2つの書籍コーパス（Books1およびBooks2）. | 2022年3月4日   |
| GPT-3.5     | 汎用                 | 非公開                                                                                            | 非公開       | 非公開 | 2022年3月15日  |
| ProtGPT2    | タンパク質配列       | GPT-2 large（36層）と同様                                                                         | 7億3800万    | UniRef50からのタンパク質配列（計4488万、検証のために10%を使用した後）                                                                  | 2022年7月27日  |
| BioGPT      | 生物医学のコンテンツ | GPT-2 medium（24層、16 heads）と同様                                                              | 3億4700万    | PubMedの空でない項目（計150万） | 2022年9月24日  |
| ChatGPT     | 会話                 | GPT-3.5を使用し、教師あり学習とRLHFの両方でファインチューニングされている（転移学習のアプローチ） | 非公開       | 非公開 | 2022年11月30日 |
| GPT-4       | 汎用、マルチモーダル | テキスト予測とRLHFの両方で訓練されている。詳細非公開                                              | 非公開       | 非公開 | 2023年3月14日  |